# Василівська сільська рада (Снігурівський район)
Васи́лівська сільська́ ра́да — орган місцевого самоврядування у Снігурівському районі Миколаївської області. Адміністративний центр — село Василівка.

## Загальні відомості
- Населення ради: 2 569 осіб (станом на 2001 рік)

## Населені пункти
Сільській раді підпорядковані населені пункти:
- с. Василівка
- с. Євгенівка
- с. Павло-Мар'янівка

## Склад ради
Рада складається з 16 депутатів та голови.
- Голова ради: Гобокан Іван Іванович

### Керівний склад попередніх скликань
| Прізвище, ім'я, по батькові | Основні відомості                                                                     | Дата обрання | Дата звільнення |
| --------------------------- | ------------------------------------------------------------------------------------- | ------------ | --------------- |
| Гобокан Іван Іванович       | Сільський голова, 1971 року народження, освіта середня загальна, безпартійний         | 26.03.2006   | 31.10.2010      |
| Гобокан Іван Іванович       | Сільський голова, 1971 року народження, освіта середня загальна, член Партії регіонів | 31.10.2010   |                 |

Примітка: таблиця складена за даними сайту Верховної Ради України

### Депутати
За результатами місцевих виборів 2010 року депутатами ради стали:

#### За суб'єктами висування
| Суб'єкт висування           | Кількість обраних депутатів | %    |
| --------------------------- | --------------------------- | ---- |
| Партія регіонів             | 7                           | 43,8 |
| Самовисування               | 7                           | 43,8 |
| Комуністична партія України | 2                           | 12,5 |

#### За округами
| № округу                    | Прізвище, ім'я, по батькові   | Дата визнання обраним | Освіта             | Партійна приналежність | Відомості про обраного депутата                                               |
| --------------------------- | ----------------------------- | --------------------- | ------------------ | ---------------------- | ----------------------------------------------------------------------------- |
| Комуністична партія України |                               |                       |                    |                        |                                                                               |
| 14                          | Козенко Оксана Вікторівна     | 05.11.2010            | середня спеціальна | позапартійна           | тимчасово не працює                                                           |
| 15                          | Дубовенко Олена Миколаївна    | 05.11.2010            | середня            | позапартійна           | Павломар'янівський ДНЗ, завідувачка                                           |
| Партія регіонів             |                               |                       |                    |                        |                                                                               |
| 1                           | Мацюта Лариса Григорівна      | 05.11.2010            | вища               | член Партії регіонів   | тимчасово не працює                                                           |
| 7                           | Дирда Там Юліївнаара          | 05.11.2010            | вища               | член Партії регіонів   | Євгенівська сільська бібліотека, завідувачка                                  |
| 9                           | Лазурчак Валентина Миколаївна | 05.11.2010            | вища               | член Партії регіонів   | с. Євгенівка, контролер по водопостачанню                                     |
| 11                          | Космик Тетяна Анатоліївна     | 05.11.2010            | вища               | член Партії регіонів   | Євгенівський вузол зв'язку, начальник                                         |
| 12                          | Мацюта Володимир Юхимович     | 05.11.2010            | середня спеціальна | член Партії регіонів   | Євгенівський будинок культури, завідувач                                      |
| 13                          | Тімощук Ольга Вікторівна      | 10.01.2011            | вища               | член Партії регіонів   | ТЦ соціальної адаптації, соціальний працівник                                 |
| 16                          | Прохорова Ірина Олександрівна | 05.11.2010            | вища               | член Партії регіонів   | Станція Калініндорф, начальник                                                |
| Самовисування               |                               |                       |                    |                        |                                                                               |
| 2                           | Братченко Тетяна Григорівна   | 05.11.2010            | вища               | позапартійна           | Василівська сільська рада, головний бухгалтер                                 |
| 3                           | Ревуцька Тетяна Валеріївна    | 05.11.2010            | вища               | позапартійна           | Василівська сільська рада, спеціаліст з питань сім'ї, дітей, молоді та спорту |
| 4                           | Теличко Алла Віталіївна       | 05.11.2010            | середня спеціальна | член Партії регіонів   | Василівська сільська рада, секретар виконкому                                 |
| 5                           | Береанський Олег Михайловичж  | 05.11.2010            | вища               | позапартійний          | приватний підприємець                                                         |
| 6                           | Сологуб Євгенія Борисівна     | 05.11.2010            | середня            | позапартійна           | пенсіонер                                                                     |
| 8                           | Томко Людмила Петрівна        | 05.11.2010            | вища               | позапартійна           | ДНЗ, завідувачка                                                              |
| 10                          | Міщук Олександр Олександрович | 05.11.2010            | вища               | позапартійний          | фермер                                                                        |